# 2021년 러시아 의회선거
2021년 러시아 의회선거는 러시아의 하원인 국가두마의 의원을 뽑기 위해 2021년 9월 17일부터 19일까지 치러진 총선거이다. 제8대 국가두마의 정원인 450석이 선출된다. 선거 이전의 여당은 통합 러시아로, 2016년 총선에서 54.2%의 표를 얻으며 압승하여 343석의 의석을 차지하고 있었다. 2020년에 러시아 헌법 개정에 따라 조기총선을 치르자는 제안도 있었으나 취소되었다. 2021년 6월 블라디미르 푸틴 대통령이 동년 9월 19일 총선을 치르는 방안에 서명하여 확정되었다. 다만 러시아의 코로나19 범유행으로 인해 17일부터 3일에 걸쳐 치러지게 되었다.
450석의 정원 중 절반인 225석은 각 선거구에서 선출되고 나머지 225석은 정당명부식 비례대표제로 선출된다. 총 14개의 정당이 총선에 참여하게 되었다. 한편 저번 총선거와 같이 투표의 공정성과 자율성에 대한 문제점이 지적되었는데, 선거 중 투표함 바꿔치기나 강제 투표 등 불공정 행위의 증거가 포착되었으며 일각에서는 전자투표의 도입이 선거 조작에 사용되었다는 주장이 제기되었다. 알렉세이 나발니와 측근 등 러시아 반정부 인사들이 선거 이전 체포당하거나 망명한 것이 논란이 되기도 했다.
총 투표율은 51.72%였다. 개표 결과 여당이던 통합 러시아는 19석의 의석을 잃었으나 여전히 324석을 차지하면서 독보적인 다수정당의 지위를 유지하게 되었다.

## 결과
| |                       |             |           |           |           |             |        |        |      |      |  |  |
| 정당 | 정당                  | 정당 명부   | 정당 명부 | 정당 명부 | 정당 명부 | 선거구      | 선거구 | 선거구 | 총합 | 총합 |  |  |
| 정당 | 정당                  | 득표        | %         | ±pp       | 의석      | 득표        | %      | 의석   | 의석 | +/–  |  |  |
| | 통합 러시아           | 28,064,258  | 49.82     | 4.38      | 126       | 25,201,048  | 45.86  | 198    | 324  | 19   |  |  |
| | 러시아 연방 공산당    | 10,660,599  | 18.93     | 5.59      | 48        | 8,984,506   | 16.35  | 9      | 57   | 15   |  |  |
| | 러시아 자유민주당     | 4,252,096   | 7.55      | 5.59      | 19        | 3,234,113   | 5.89   | 2      | 21   | 18   |  |  |
| | 공정 러시아           | 4,201,715   | 7.46      | 1.24      | 19        | 4,882,518   | 8.78   | 8      | 27   | 04   |  |  |
| | 새로운 사람들         | 2,997,676   | 5.32      | New       | 13        | 2,684,082   | 4.88   | 0      | 13   | New  |  |  |
| | 러시아 연금당         | 1,381,890   | 2.45      | 0.73      | 0         | 1,969,986   | 3.58   | 0      | 0    | 보합 |  |  |
| | 야블로코              | 753,280     | 1.34      | 0.65      | 0         | 1,091,837   | 1.99   | 0      | 0    | 보합 |  |  |
| | 러시아의 공산주의자들 | 715,685     | 1.27      | 1.00      | 0         | 1,639,774   | 2.98   | 0      | 0    | 보합 |  |  |
| | 러시아 녹색당         | 512,420     | 0.91      | 0.15      | 0         | 541,289     | 0.98   | 0      | 0    | 보합 |  |  |
| | 로디나                | 450,437     | 0.80      | 0.71      | 0         | 829,303     | 1.51   | 1      | 1    | 보합 |  |  |
| | 러시아 자유정의당     | 431,559     | 0.77      | New       | 0         | 372,867     | 0.68   | 0      | 0    | New  |  |  |
| | 녹색 대안             | 357,855     | 0.64      | New       | 0         | 120,137     | 0.22   | 0      | 0    | New  |  |  |
| | 성장당                | 291,483     | 0.52      | 0.77      | 0         | 515,020     | 0.94   | 1      | 1    | 01   |  |  |
| | 시민 연단             | 86,964      | 0.15      | 0.07      | 0         | 386,663     | 0.70   | 1      | 1    | 보합 |  |  |
| | 무소속                | –           | –         | –         | –         | 646,950     | 1.18   | 5      | 5    | 04   |  |  |
| 무효표 | 무효표                | 1,173,291   | 2.08      | –         | –         | 1,913,578   | 3.40   | –      | –    | –    |  |  |
| 총합 | 총합                  | 56,331,008  | 100       | –         | 225       | 56,280,299  | 100    | 225    | 450  | 0    |  |  |
| 유권자 수/투표율 | 유권자 수/투표율      | 109,204,662 | 51.58     | –         | –         | 108,231,085 | 52.00  | –      | –    | –    |  |  |
| 출처: Central Election Commission 보관됨 2022-01-20 - 웨이백 머신 (individual mandates 보관됨 27 9월 2021 - 웨이백 머신) |                       |             |           |           |           |             |        |        |      |      |  |  |

## 같이 보기
- 국가두마